# تارندو ۶۷۳۹
سیارک ۶۷۳۹ (به انگلیسی: 6739 Tarendo، نامگذاری:1993FU38) شش هزار و هفتصد و سی و نهمین سیارک کشف شده‌است که در ۱۹ مارس ۱۹۹۳ کشف شد.
قدر مطلق سیارک برابر ۱۳٫۱۰ است.